# NGC 1526
NGC 1526 (również PGC 14437) – galaktyka spiralna z poprzeczką (SBbc), znajdująca się w gwiazdozbiorze Sieci. Odkrył ją John Herschel 2 listopada 1834 roku.